# Dragon Magazine
Monthly Dragon Magazine (月刊ドラゴンマガジン Gekkan Doragon Magajin) con frecuencia abreviado como "Doramaga" o "DM", es una revista de seinen light novel y mangas, publicada por la editorial Fujimi Shōbo, una subsidiaria de Kadokawa Shoten. Esta revista ha sido cuna de muchas historias que después han dado lugar, debido a su éxito, a numerosos mangas recogidos en tomos y/o a su adaptación en anime. Algunas de ellas incluso han llegado a Occidente y han sido licenciadas para su venta. La revista de novela ligera Fantasia Battle Royal fue una edición especial de Dragon Magazine.
- Datos: Q2555872